# Manon (Massenet)
Manon è un'opera lirica in cinque atti e sei quadri di Jules Massenet, composta su libretto di Henri Meilhac e Philippe Gille e soggetto tratto dal romanzo Histoire du chevalier des Grieux et de Manon Lescaut dell'abate Antoine François Prévost.

## Genesi e debutto
Massenet cominciò a lavorare a quest'opera già nel 1881 e dopo poco più di due anni ebbe luogo la sua prima rappresentazione Théâtre national de l'Opéra-Comique di Parigi il 19 gennaio 1884 con Marie Heilbron. 
L'opera ebbe subito un'accoglienza trionfale ed il successo della première fu a lungo replicato (78 recite subito e 2000 fino al 1952). Massenet ricevette i complimenti da Čajkovskij, che si trovava a Parigi e che la vide rappresentata durante una delle repliche.
L'opera fu rappresentata nel Regno Unito al Royal Court Theatre di Liverpool il 17 gennaio 1885, al Royal Lyceum Theatre di Edimburgo l'11 novembre ed al Grand Theatre di Glasgow il 25 novembre per il Carl Rosa Opera Company nella traduzione di Joseph Bennett e negli Stati Uniti all'Academy of Music di New York il 23 dicembre dello stesso anno.
Al Wiener Staatsoper la première è stata il 19 novembre 1890 e fino ad oggi è andata in scena centodieci volte.
Al Royal Italian Opera (oggi Royal Opera House) la prima è stata il 19 maggio 1891 e fu rappresentata in Italia solo il 18 novembre 1893, quando avvenne la prima rappresentazione nel Teatro Carignano di Torino nella traduzione italiana di Angelo Zanardini con la regia di Ruggero Leoncavallo. 
Al Teatro dell'Opera di Roma va in scena il 21 aprile 1894.
Al Metropolitan Opera House di New York la première è stata il 16 gennaio 1895 con Sybil Sanderson, Jean de Reszke e Mario Ancona diretti da Enrico Bevignani e fino al 2012 ha avuto duecentosessantasei recite.
Al San Francisco Opera va in scena nel 1924 con Tito Schipa diretto da Gaetano Merola.
Al Teatro La Fenice di Venezia la prima è stata nel 1924.
Al Teatro Verdi (Trieste) va in scena nel 1938 con Beniamino Gigli.
Al Grand Théâtre di Ginevra va in scena nel 1942.
Al Teatro alla Scala di Milano la prima è stata il 1947 con Mafalda Favero, Giuseppe Di Stefano, Giuseppe Nessi, Michele Mainardi e Cesare Siepi diretti da Antonio Guarnieri.
Al Festival lirico areniano debutta nel 1951.
A Bilbao va in scena nel 1955 con Rosanna Carteri, Giuseppe Campora ed Ivo Vinco.
All'Opéra national de Paris va in scena nel 1974.
All'Opera di Chicago va in scena nel 2008 con Natalie Dessay e Jonas Kaufmann.

## Trama
Manon è una giovane e avvenente fanciulla, appena quindicenne, dal carattere volitivo, ribelle ed ambizioso, ma destinata dai suoi alla vita monastica.

### Atto I
L'azione si svolge in Francia, durante il regno di Luigi XV.
Nel cortile di una locanda di Amiens, Guillot e Brétigny, accompagnati da tre giovani donne: Javotte, Poussette e Rosette chiedono la cena al locandiere.  Arrivano Lescaut, le due guardie e i suoi amici. Lescaut dice ai suoi due amici (guardie) che sta aspettando sua cugina Manon e li raggiungerà dopo alla locanda per bere. Arriva la diligenza e fra la confusione dei viaggiatori Manon scende raccontando al cugino il bellissimo viaggio ammettendo che di fronte a tanta felicità aveva dimenticato di dover andare in convento (Je suis encore toute étourdie). Lescaut parte per prendere i suoi bagagli.  Nel frattempo, prima il vecchio Guillot e poi Brétigny con Javotte, Poussette e Rosette arrivano nel cortile. Guillot, essendo ricco, si impegna a sedurre Manon promettendo di soddisfare tutti i suoi desideri. Le dice che manderà un cocchiere con una carrozza per prenderla ma in quel momento torna il cugino e Guillot ritorna dai suoi amici che lo prendono in giro.
Lescaut ritorna con i bagagli di Manon ma vuole unirsi ai suoi amici che sono andati a bere e a giocare a carte nella locanda. Quindi fa credere a Manon che deve tornare in caserma e la lascia sola dopo averle chiesto di aspettarlo e di comportarsi bene in sua assenza (Regardez-moi bien dans les yeux).
Rimasta sola, Manon sogna il lusso e il piacere in cui vivono le tre giovani donne, rattristandosi di essere destinata al convento (Voyons, Manon, plus de chimères!).  Arriva il giovane cavaliere Des Grieux, che deve prendere la diligenza (carrozza). Fra Manon e Des Grieux sboccia un amore a prima vista (Ah! Parlez-moi!). Arriva la carrozza ordinata da Guillot. Des Grieux e Manon approfittano dell'opportunità e fuggono con la carrozza (Nous vivrons à Paris tous les deux).
Ritorna Lescaut triste per non aver guadagnato nemmeno un soldo attraverso il gioco. Si accorge subito che Manon è sparita e avendo incontrato Guillot lo incolpa dell’accaduto. Il locandiere interviene dicendo che la ragazza è fuggita con un giovanotto grazie alla carrozza preparata da Guillot. Lescaut disperato per il disonore recato alla famiglia si scontra con Guillot che giura vendetta su entrambi (Manon e Lescaut).

### Atto II
Nella loro piccola mansarda parigina, Manon e Des Grieux vivono giorni felici pieni d’amore (ma Monsieur de Brétigny ha inviato dei fiori a Manon). Des Grieux è innamorato perso della fanciulla al punto che decide di scrivere al padre una lettera per comunicare la propria intenzione di sposarla (On l'appelle Manon). Manon non disdegna le attenzioni dell’innamorato ma neanche degli uomini facoltosi, nella speranza di coronare il sogno di un'esistenza agiata. La cameriera entra e annuncia l'arrivo di Lescaut e Monsieur De Bretigny. Lescaut interroga Des Grieux sulle sue intenzioni nei confronti di Manon (Je venais d’écrire à mon père). Des Grieux lo rassicura facendogli leggere la lettera scritta per suo padre, mentre il ricco Monsieur De Brétigny, che è fra i corteggiatori di Manon, le annuncia che il padre di Des Grieux farà rapire suo figlio stasera per strapparlo dalle sue braccia. Poi induce la ragazza a seguirlo abbandonando il giovane Des Grieux. Monsieur De Brétigny offre a Manon la protezione e il lusso che ha sempre sognato.
Monsieur De Bretigny e Lescaut partono. Des Grieux esce dalla mansarda per spedire la lettera a suo padre. Manon, che non gli ha detto nulla del rapimento, rimane sola. Intossicata dalle promesse del lusso, prende, non senza sincero rimpianto, la decisione di seguire Brétigny (Allons! Il le faut... Adieu, notre petite table). Des Grieux ritorna, le riconferma tutto il proprio amore ed evoca innocentemente le gioie coniugali che potrebbe avere con Manon in una casetta bianca circondata da alberi (En fermant les yeux).
Poi bussano violentemente alla porta, Manon cerca di dissuaderlo dall’andare ad aprire ma non gli spiega il motivo, così, des Grieux scherzosamente le promette che manderà subito via gli scocciatori ma, appena apre la porta, viene rapito. Manon esclama: "Mon pauvre Chevalier!" (Mio povero Cavaliere!)

### Atto III
Una sgargiante festa nel lussuoso appartamento di Cours-la-Reine. È festa e tra gli invitati, incontriamo Javotte, Poussette e Rosette (La charmante promenade!). Lescaut canta un’aria d’amore nei confronti di Rosalinda (A quoi bon l’économie ). Guillot è tradito dalle tre giovani donne che lo accompagnavano e parlando con Brétigny escogita di sottrargli Manon. La ragazza, ora ha 20 anni e arriva al braccio di Brétigny. Evoca i piaceri di una lussuosa vita e della splendida giovinezza sentendosi una regina disposta a tutto pur di godersi la vita senza privazioni (Je marche sur tous les chemins). Manon ascolta la conversazione tra Brétigny e il Conte Des Grieux padre che gli dice che il Cavaliere Des Grieux ora è l’Abbé Des Grieux perché sta per prendere i voti nel convento di Saint-Sulpice. Manon allontana Brétigny con la scusa di voler un braccialetto e si avvicina al conte Des Grieux per sapere se il cavaliere Des Grieux fosse davvero riuscito con il trascorrere del tempo a domare il suo sentimento d’amore (Pardon, mais j'étais là près de vous).
Guillot de Morfontaine, che non dispera di sedurre Manon, le offre il Balletto dell'Opera che Brétigny le aveva negato perché era troppo costoso. Dopo il balletto, Manon sente per certo che la sua vita è per sempre legata a quella di Des Grieux ed è impossibile che l’abbia dimenticata, quindi dice a Lescaut che andrà a Saint-Sulpice.
Nella chiesa di Saint Sulpice i parrocchiani lodano l'eloquenza del nuovo sacerdote (Coro: Quelle éloquence / Che eloquenza) Des Grieux sta per celebrare il servizio. Il Conte suo padre arriva a Saint Sulpice. Des Grieux ha un incontro con il padre che cerca di convincerlo a lasciare i voti e a crearsi una famiglia (Epouse quelque brave fille) ma si arrende nel vedere la ferma decisione del figlio e se ne va. Des Grieux rimane solo e turbato dal colloquio e cerca di allontanare da sé il ricordo di Manon (Ah! fuyez, douce image). 
I ricordi dell'appassionato amore giovanile inducono Manon a raggiungere Des Grieux a Saint Sulpice. Entra Manon. Prega solo per un momento (Monsieur... je veux parler...). Quindi arriva Des Grieux. La rimprovera per il suo tradimento e mostra la sua risoluzione nel voler prendere i voti. Ma dopo le richieste di Manon (N'est-ce plus ma main que cette main presse?), la ragazza riesce a sedurlo nuovamente convincendolo a fuggire con lei.

### Atto IV
Ritroviamo Guillot, Brétigny, Lescaut, Javotte, Poussette et Rosette e i due giovani (Manon e Des Grieux), all'Hôtel de Transylvanie, ritrovo di scommesse dove si gioca d'azzardo. Des Grieux si rende conto di essere irresistibilmente condizionato da Manon (Manon, Manon, sphinx étonnant) e si lascia convincere a tentare la fortuna al gioco da Manon e dal cugino Lescaut che gli ricorda che Manon odia la povertà e i loro soldi stanno terminando. Des Grieux gioca contro il suo avversario Guillot, riscuotendo un ottimo profitto. Guillot indispettito per la facilità con cui il giovane riesce a vincere ma ancor più per gelosia nei confronti di Manon (che ha sempre cercato di conquistare inutilmente), accusa Des Grieux di barare aiutato da Manon. Guillot chiama la polizia e i due vengono arrestati, ma, mentre Des Grieux ottiene ben presto la libertà grazie all’intervento del padre Conte Des Grieux , Manon, riconosciuta colpevole di esercitare la prostituzione, viene condannata all'esilio nella lontana America.
I due giovani sono disperati per l’inaspettata separazione.

### Atto V
Porto di Le Havre a Parigi; 
Des Grieux è stato rilasciato dopo l'intervento di suo padre, ma Manon è stata condannata per prostituzione alla deportazione in Louisiana. Des Grieux e Lescaut, nascosti dalla strada, attendono il convoglio di prigionieri. Des Grieux vuole che Manon scappi, ma tenta invano di farla fuggire corrompendo le guardie e organizzando una sommossa che non ha luogo per la diserzione degli stessi uomini che aveva corrotto. Lescaut, vista la situazione, lo dissuade dal precedente piano siccome erano rimasti solo loro due dal momento che la scorta armata che avevano allestito si era sciolta (Manon! pauvre Manon!). Il convoglio arriva, le condannate all'esilio stanno per essere imbarcate. Lescaut paga una delle guardie per consentire a Manon di stare con il Cavaliere per un momento. Des Grieux vuole fuggire con lei, ma riesce solamente a rivederla per poco tempo perché Manon spossata dagli stenti del carcere e troppo sfinita dai continui viaggi, muore fra le sue braccia implorante il perdono per tutto il male provocatogli (Ah! Des Grieux - Ô Manon! Tu pleures!).

## DVD e Blu-Ray parziale
- Manon - Ádám Fischer/Edita Gruberová/Francisco Araiza/Pierre Thau, regia Jean-Pierre Ponnelle - 1983 Deutsche Grammophon
- Manon (+ Documentario) (live, Berlino, 2007) - Daniel Barenboim/Anna Netrebko/Rolando Villazón, regia Vincent Paterson - Deutsche Grammophon

## Altre opere liriche omonime
Lo stesso soggetto ispirò la Manon Lescaut di Giacomo Puccini (Torino, Teatro Regio, 1º febbraio 1893), la Manon Lescaut di Daniel Auber (Parigi, Opéra-Comique, 23 febbraio 1856) e Boulevard Solitude di Hans Werner Henze (Hannover, Landestheater, il 17 febbraio 1952).